# Schönberg, Zwickau
Schönberg là một đô thị thuộc huyện Zwickau, bang Sachsen, nước Đức.